# 동문학
동문학(同文學)은 1883년 외국어 교육을 위해 세운 조선 후기 외교와 통상사무를 관장한 관청인 통리교섭통상사무아문의 부속기관이다. 통변학교((通辯學校))라고 하기도 한다.

## 역사

### 설립배경
흥선대원군이 어린 고종을 대신하여 섭정할 때에 조선은 통상수교 거부정책을 펴 다른 나라들 특히 서부의 나라들과는 교류하지 않았다. 하지만 1882년 조미수호통상조약이 체결되고 고종이 집권함에 따라 이전에는 중국을 통한 간접교류를 하였던 것과는 달리 직접 서부의 나라들과 교류하게 되었다. 통리교섭통상사무아문의 협판 겸 총세무사로 부임한 독일인 묄렌도르프(Mollendorff, P. G. von)가 처음으로 직접 대화가 가능한 통역관들의 필요성을 제시하였고 통역관의 필요성이 점점커지자 조선왕조는 영어교육을 위한 학교를 세우기로 결정하였다. 이렇게 하여 세워진 학교가 동문학이다.

### 교육
동문학은 통역관의 양성을 목표로 세워진 학교로 1년 간의 통역관 양성 과정을 제공했다. 관례적으로 오직 조선의 중간계층인 중인들만이 통역관이 될 수 있었지만 동문학은 그 틀을 깨고 계층에 관계 없이 학생들을 받아주었다. 동문학의 학생은 40명이었고, 2명의 영어에 능통한 중국인 선생을 두었는데 40명의 학생들은 오전반과 오후반으로 나뉘어 영어, 일본어, 산수를 배웠다.

### 폐지
동문학은 조선의 첫 번째 현대적인 학교이며 처음으로 영어교육을 시행한 학교였지만 사실상 중국의 관리 하에 있었다. 동문학의 설립자인 묄렌도르프와 학생들을 교육한 2명의 선생들 모두 중국과 매우 연관되어 있었다. 그리고 동문학의 통역관 양성 교육과정은 충분하지 않아 실제로 졸업생들이 통역관 역할을 하기에는 어려움이 있었다. 이에 따라 두 번째 영어교육기관인 육영공원의 등장에 의해 동문학은 폐지되게 되었다.